# 特圖萊什蒂鄉
44°38′N 24°38′E / 44.633°N 24.633°E
特圖萊什蒂鄉（羅馬尼亞語：Comuna Tătulești, Olt），是羅馬尼亞的鄉份，位於該國南部，由奧爾特縣負責管轄，面積45平方公里，海拔高度240米，2007年人口1,197，人口密度每平方公里27人。